# Serquigny
Serquigny – miejscowość i gmina we Francji, w regionie Normandia, w departamencie Eure.
Według danych na rok 1990 gminę zamieszkiwało 2197 osób, a gęstość zaludnienia wynosiła 193 osoby/km² (wśród 1421 gmin Górnej Normandii Serquigny plasuje się na 105. miejscu pod względem liczby ludności, natomiast pod względem powierzchni na miejscu 276.).